# Прапор Дмитрова
1781 року Дмитров отримав власний герб який було затверджено указом імператриці Катерини ІІ. 
У 1991 році було відновлено міську символіку, а відтворений історичний прапор Дмитрова став офіційним прапором Дмитровського району. Він повторює символіку історичного герба Дмитрова: чотири золоті княжі корони в горностаєвому полі. Нижній край прапора червоного кольору. 